# Apaturopsis paulianii
Apaturopsis paulianii is een vlinder uit de familie van de Nymphalidae. De wetenschappelijke naam van de soort is voor het eerst geldig gepubliceerd in 1962 door Pierre Viette.